# Lisa Powell
Lisa Josephine Powell, ab 1999 Lisa Josephine Carruthers, (* 8. Juli 1970 in Sydney) ist eine ehemalige australische Hockeyspielerin, die mit der Australischen Hockeynationalmannschaft 1996 und 2000 Olympiasiegerin war.

## Sportliche Karriere
Lisa Powell-Carruthers trat in 230 Länderspielen für Australien an und erzielte 28 Tore.
Lisa Powells erstes großes Turnier war die Champions Trophy 1991. Insgesamt gewann sie viermal das Turnier 1991, 1993 und 1995 als Lisa Powell, 1999 als Lisa Carruthers.
Nachdem die Australierinnen bei den Olympischen Spielen 1992 nur den fünften Platz belegt hatten, gewannen sie bei der Weltmeisterschaft 1994 in Dublin den Titel mit einem 2:0 gegen die Argentinierinnen. 1996 bei den Olympischen Spielen in Atlanta trafen die Australierinnen im Finale auf die Südkoreanerinnen und gewannen den Titel mit 3:1. Bei der Weltmeisterschaft 1998 in Utrecht bezwangen die Australierinnen im Finale die Niederländerinnen mit 3:2. Vier Monate später fanden in Kuala Lumpur die Commonwealth Games statt, im Finale siegten die Australierinnen mit 8:1 gegen die Engländerinnen. 
Ab 1999 trat sie nach ihrer Heirat mit dem Hockeyspieler Stuart Carruthers als Lisa Carruthers an. 2000 fanden die Olympischen Spiele in Sydney statt. Im Finale gegen die Argentinierinnen siegten die Australierinnen mit 3:1.
Von 1996 bis 2000 spielte Lisa Powell-Carruthers meist gemeinsam mit ihrer jüngeren Schwester Katrina Powell in der Nationalmannschaft.